# Alfredo Dinale

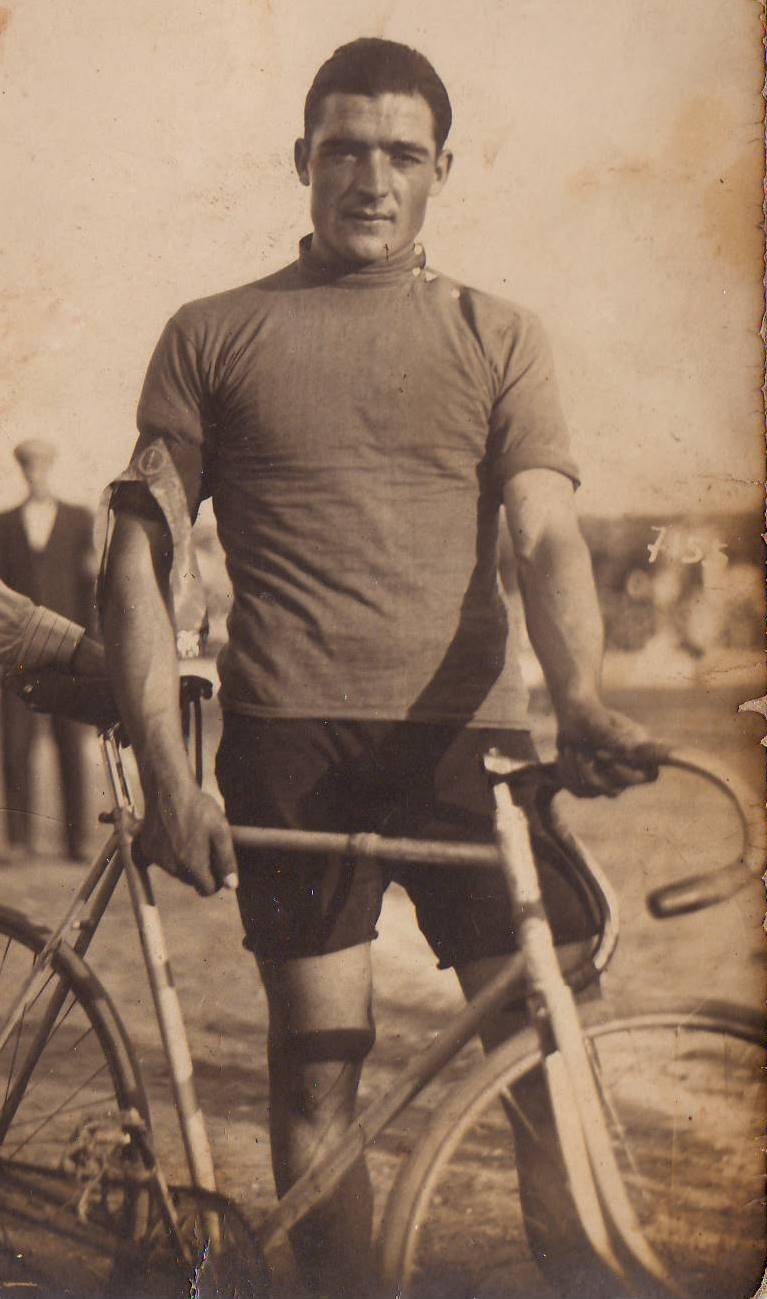
Alfredo Dinale

Alfredo Dinale (* 11. März 1900 in Vallonara di Marostica; † 2. Dezember 1976 in Vicenza) war ein italienischer Radrennfahrer und Olympiasieger.
1924 errang Alfredo Dinale bei den Olympischen Sommerspielen in Paris die Goldmedaille in der Mannschaftsverfolgung, gemeinsam mit Angelo De Martini, Aurelio Menegazzi und Francesco Zucchetti. Er startete auch im Scratch über 50 Kilometer und belegte Rang sechs.
Noch im selben Jahr wurde Dinale Profi, ohne sich einem Rennstall anzuschließen. Die ersten Jahre seiner Profikarriere verlegte er sich hauptsächlich auf Straßenrennen und holte sich noch 1924 seinen ersten Profisieg beim Coppa Bernocchi. 1925 bekam er beim italienischen Rennsportteam Legnano seinen ersten Profivertrag, wo er auf den späteren Weltmeister Alfredo Binda traf. Neben einem dritten Platz beim Coppa Cavacciocchi erreichte Dinale für Legnano weiter fünf Top-10-Plätze. Danach wechselte er bis 1928 jährlich die Rennställe, ohne zu weiteren nennenswerten Ergebnissen zu kommen.
1928 kehrte er zu Legano zurück, nahm zum ersten Mal am Giro d’Italia teil und wurde in der Endwertung 19. Seine einzigen Etappensiege beim Giro erreichte er 1929, wurde aber nach zwei Tagessiegen nur 40. 1930 trat Dinale zum letzten Mal beim Giro d’Italia an und wurde unter 67 gewerteten Fahrern 29.
Dinale startete bei insgesamt 29 Sechstagerennen, von denen er drei gewann: 1929 in Dortmund und 1931 in Frankfurt jeweils mit Karl Göbel sowie 1931 in Paris mit Pietro Linari. 1931 gewann er zudem die Madison-Wettbewerbe Prix Dupré-Lapize mit Learco Guerra und 1933 den Prix Houlier-Comès mit Linari.
Zwischen 1931 und 1937 war Dinale vertragsloser Berufsfahrer. Nach dem Ende seiner Laufbahn als Radsportler arbeitete Alfredo Dinale mit dem ehemaligen italienischen Radprofi Tullio Campagnolo zusammen und begründete eine erfolgreiche „Scuola di Ciclismo“ in Vicenza.